# Gierman Karaczewski
Gierman Jewgienjewicz Karaczewski (ros. Герман Евгеньевич Карачевский; ur. 17 lipca 1968) – radziecki biegacz narciarski, czterokrotny mistrz świata juniorów.

## Kariera
W 1987 roku wystąpił na mistrzostwach świata juniorów w Asiago, gdzie zwyciężył w biegu na 10 km techniką klasyczną oraz w sztafecie. Wyniki te powtórzył podczas mistrzostw świata juniorów w Saalfelden w 1988 roku. W zawodach Pucharu Świata zadebiutował 4 marca 1990 roku w Lahti, zajmując 68. miejsce w biegu łączonym 2 × 15 km. Pierwsze pucharowe punkty wywalczył 12 grudnia Ramsau, gdzie zajął 30. miejsce w biegu na 10 km stylem dowolnym. Najlepszy wynik w zawodach tego cyklu osiągnął dzień później, kiedy zajął 23. miejsce w biegu na 15 km klasykiem. W 1992 roku wziął udział w igrzyskach olimpijskich w Albertville. Zajął tam 62. miejsce w biegu na 10 km stylem klasycznym oraz 43. miejsce w biegu pościgowym. Nie brał udziału w mistrzostwach świata.

## Osiągnięcia

### Igrzyska olimpijskie
| Miejsce | Dzień     | Rok  | Miejscowość | Konkurencja             | Czas biegu | Strata  | Zwycięzca     |
| ------- | --------- | ---- | ----------- | ----------------------- | ---------- | ------- | ------------- |
| 62.     | 13 lutego | 1992 | Albertville | 10 km stylem klasycznym | 27:36,0    | +4:37,6 | Vegard Ulvang |
| 43.     | 15 lutego | 1992 | Albertville | 10+15 km pościgowy      | 1:05:37,9  | +6:07,6 | Bjørn Dæhlie  |

### Mistrzostwa świata juniorów
| Miejsce | Dzień    | Rok  | Miejscowość | Konkurencja             | Wynik     | Strata  | Zwycięzca             |
| ------- | -------- | ---- | ----------- | ----------------------- | --------- | ------- | --------------------- |
| 1.      | 4 lutego | 1987 | Asiago      | 10 km stylem klasycznym | 27:19,5   | -       | -                     |
| 1.      | 6 lutego | 1987 | Asiago      | Sztafeta 3 × 10 km      | 1:14:13,9 | -       | -                     |
| 6.      | 8 lutego | 1987 | Asiago      | 30 km stylem dowolnym   | 1:13:41,2 | +2:27,4 | Kalikan Nagombajew    |
| 1.      | 3 lutego | 1988 | Saalfelden  | 10 km stylem klasycznym | 27:09,2   | -       | -                     |
| 1.      | 6 lutego | 1988 | Saalfelden  | Sztafeta 3 × 10 km      | 1:16:49,0 | -       | -                     |
| 11.     | 7 lutego | 1988 | Saalfelden  | 30 km stylem dowolnym   | 1:21:21,3 | +4:18,1 | Aleksandr Karaczewski |

### Puchar Świata

#### Miejsca w klasyfikacji generalnej
- sezon 1991/1992: -
- sezon 1992/1993: 23.

#### Miejsca na podium
Karaczewski nigdy nie stanął na podium zawodów PŚ.